# هاري كوران
هاري كوران (بالإنجليزية: Harry Curran)‏ هو لاعب كرة قدم بريطاني، ولد في 9 أكتوبر 1966 في غلاسكو في المملكة المتحدة. لعب مع دندي يونايتد ودونفرملين أثلتيك وسانت جونستون ونادي بارتيك ثيسل ونادي دمبرتون ونادي غرينوك مورتون.

## وصلات خارجية
- هاري كوران على موقع قاعدة بيانات كرة القدم.إي يو (الإنجليزية)
- هاري كوران على موقع Soccerbase.com (لاعب) (الإنجليزية)